# The Porto Alegre & New Hamburg Brazilian Railway Company Limited
A The Porto Alegre & New Hamburg Brazilian Railway Company Limited foi uma companhia ferroviária brasileira.

## História
Em paralelo ao crescimento da malha ferroviária no centro do país, em 8 de novembro de 1866 a Assembleia Legislativa da então Província do Rio Grande do Sul iniciou um debate para a implantação do transporte ferroviário. Lançada uma concorrência pública para a implementação dos serviços, foram apresentados dois projetos. O vencedor foi o da "The Porto Alegre & New Hamburg Brazilian Railway Company Limited", incorporada pelo empresário inglês John MacGinity.
Em 1869, a Assembleia Legislativa decretou a Lei n.º 685, aprovando o contrato com a empresa, iniciando-se as obras.
Em 26 de novembro de 1871, foi lançada a pedra fundamental da futura estação ferroviária de São Leopoldo. As estruturas para a construção das estações de São Leopoldo e de Porto Alegre foram importadas da Grã-Bretanha. A de São Leopoldo chegou pelo rio dos Sinos.
O primeiro trecho da ferrovia foi inaugurado em 14 de abril de 1874, entre São Leopoldo e a capital da província, Porto Alegre, passando por Sapucaia do Sul, Esteio e Canoas, numa extensão de 33,756 quilómetros.
Dois anos mais tarde, a linha foi estendida até à cidade de Novo Hamburgo e, posteriormente, a Taquara, no sopé da Serra Gaúcha e terminando em Canela.
Em 1976 foi criado o Museu do Trem num convênio entre a Rede Ferroviária Federal Sociedade Anônima e o Museu Municipal Visconde de São Leopoldo, porém apenas na década de 1980 a Estação de São Leopoldo foi desativada. Em 1982, a RFFSA retomou o Museu, iniciando um longo processo de restauro a fim de recuperar a Estação e deixá-la como era originalmente. Em 9 de março de 1985 foi criado o PRESERVE junto ao Setor Geral de Preservação do Patrimônio da RFFSA e inaugurado o Museu do Trem como Centro de Preservação da História Ferroviária do Rio Grande do Sul. O seu acervo preserva a história, maquinário, utensílios e equipamentos utilizados nos trens de carga e de passageiros da região.
Em 2 de outubro de 1990 teve lugar o tombamento do Sítio Histórico realizado pelo IPHAE. O Museu do Trem encontra-se sob a guarda do Município de São Leopoldo, sendo que com a extinção da Rede Ferroviária, o acervo foi transferido para o Instituto do Patrimônio Histórico e Artístico Nacional.